# كيم تشول هو (ملاكم)
كيم تشول هو (هانغل: 김철호) مواليد 3 مارس 1961 في غيونغي، كوريا الجنوبية، هو ملاكم محترف كوري جنوبي معتزل. حقق بطولة المجلس العالمي للملاكمة.

## إحصائيات
خاض خلال مسيرته 24 نزالا، فاز في 19 وتعادل في 2 وخسر في 3. فاز بالضربة القاضية في 9 نزالا.

## روابط خارجية
- كيم تشول هو على موقع بوكس ريك (الإنجليزية) (registration required)